# Clase Blake
La clase Blake fue un par de cruceros protegidos de primera clase, los primeros de su rango en la Marina Real británica, diseñados a finales de la década de 1880 y construidos alrededor de 1890.
Los Blake fueron diseñados bajo la supervisión de William White, poco después de convertirse en Director de Construcción Naval británico. Se planeó que combinaran el papel de protección comercial con la capacidad de operar con la flota cuando fuera necesario. Como tal, el requisito de diseño combinaba alta velocidad y largo alcance. A diferencia de la clase anterior de grandes cruceros de la Royal Navy , los de la clase Orlando (que eran cruceros blindados o con cinturón), la nueva clase eran cruceros protegidos, con protección brindada a sus espacios internos vitales por una cubierta blindada de longitud completa, sin cinturón de armadura vertical instalado. También fueron los barcos para los que la Marina Real británica creó la designación de "crucero de primera clase". Esto se debió a su naturaleza superlativa, siendo mucho más grande, más rápido y más poderoso que cualquier diseño anterior. Todos los cruceros existentes en la Marina Real británica fueron recalificados a la luz de esta nueva designación.

## Historial de servicio

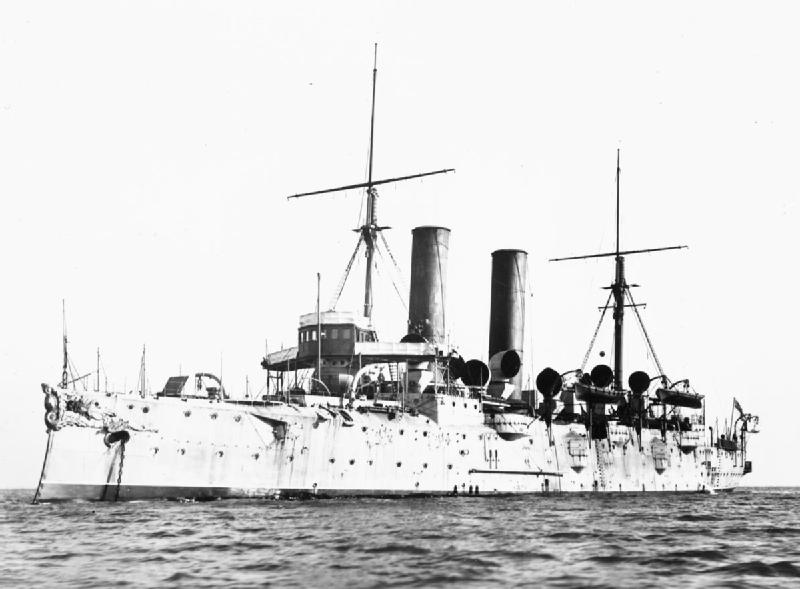
HMS Blenheim antes del año 1914.

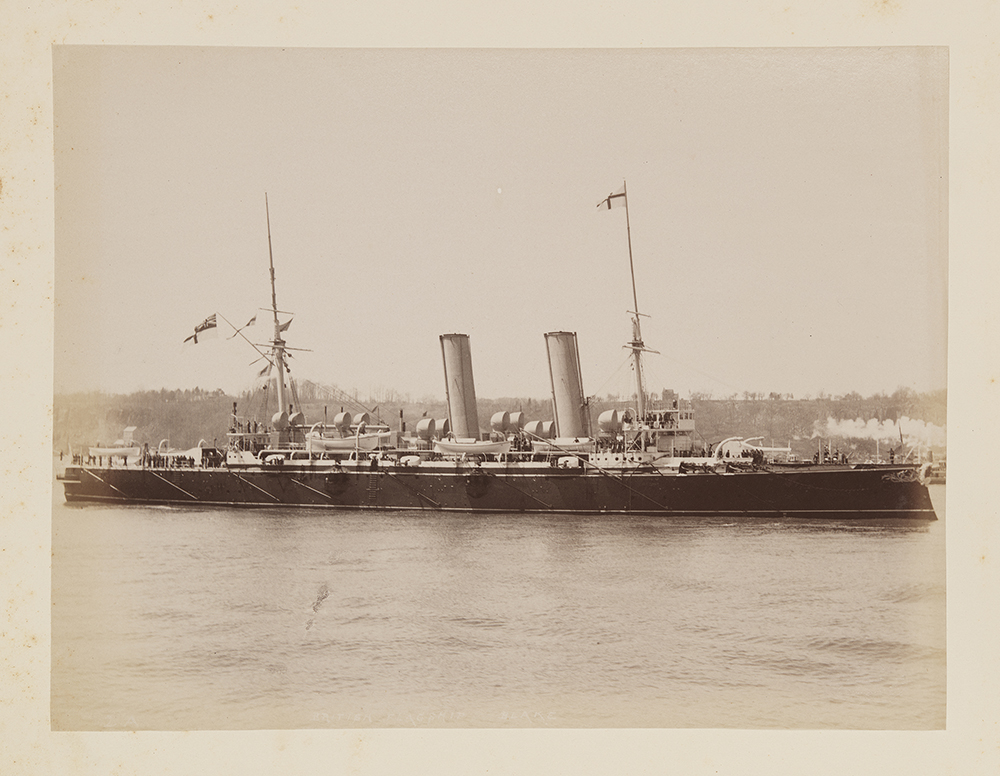
HMS Blake en 1893.

Los dos barcos estaban obsoletos cuando sucedió el estallido de la Primera Guerra Mundial y sirvieron como barcos de depósito. El HMS Blenheim tuvo una carrera más activa, apoyando a la Fuerza Expedicionaria del Mediterráneo en la Batalla de Gallipoli y repatriando a tres dignatarios a sus países de origen después de su muerte en el extranjero. Eran el príncipe Enrique de Battenberg y los ex primeros ministros canadienses Sir John Thompson y Sir Charles Tupper.

## Unidades

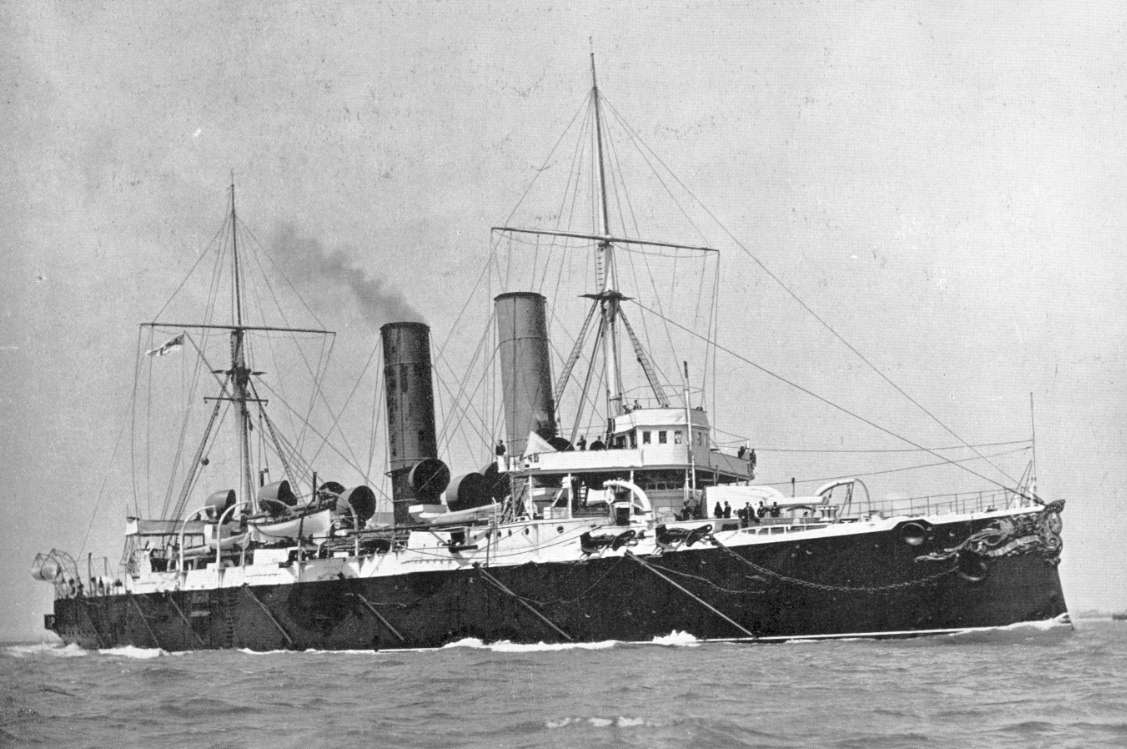
HMS Blenheim en torno a 1890.

| Buque    | Astillero        | Fabricante de las máquinas propulsoras | Día de          | Día de                  | Día de               | Coste según                    | Notas                         |
| Buque    | Astillero        | Fabricante de las máquinas propulsoras | Inicio          | Botadura                | Alta                 | Brassey's Naval Annual de 1895 | Baja                          |
| -------- | ---------------- | -------------------------------------- | --------------- | ----------------------- | -------------------- | ------------------------------ | ----------------------------- |
| Blake    | Chatham Dockyard | Maudslay                               | julio de 1888   | 23 de noviembre de 1889 | 2 de febrero de 1892 | 440.471 de £                   | Vendido para desguace en 1922 |
| Blenheim | Thames Ironworks | Humphrys                               | octubre de 1888 | 5 de julio de 1890      | 26 de mayo de 1894   | 425.591 de £                   | Vendido para desguace en 1926 |